# La Môme Xiao
Pour plus de détails, voir Fiche technique et Distribution.
La Môme Xiao (血蝉, Xuè chán) est un film chinois réalisé par Peng Tao, sorti en 2007.

## Synopsis
Un couple achète une fillette handicapée afin qu'elle mendie pour leur compte.

## Fiche technique
- Titre : La Môme Xiao
- Titre original : 血蝉 (Xuè chán)
- Réalisation : Peng Tao
- Scénario : Peng Tao d'après le roman de Bai Tianguang
- Photographie : Huang Yi
- Montage : Peng Tao
- Production : Peng Tao et Zeng Wenwen
- Société de production : New Youth Independent Film
- Pays de production :  Chine
- Genre : Drame
- Durée : 99 minutes
- Dates de sortie : 
  - Canada : 1er octobre 2007 (festival international du film de Vancouver)
  - France : 6 août 2008

## Distribution
- Gao Yuanbing
- Han Dequn : Guihua
- Hong Qifa : Luo
- Xu Zelin : Yang
- Zeng Xiaorong : Zhong
- Zhang Lei
- Zhao Huihui : Xiao Ezi

## Distinctions
Le film a reçu une mention spéciale au festival international du film de Brisbane, le prix In Spirit for Freedom au festival international du film de Jérusalem et le prix Netpac au festival international du film de Locarno.